# Židovský hřbitov v Jemnici
Židovský hřbitov v Jemnici se nachází v Údolní ulici, asi 200 m jižně od náměstí Svobody a asi 250 m jihozápadně od zámku Jemnice. Jde patrně o "nejstarší souvisle využívané židovské pohřebiště na Moravě". Je chráněn jako kulturní památka České republiky.

## Popis
Založen byl možná už ve 14. století a pohřby zde probíhaly až do nacistické devastace v roce 1942. Některé náhrobní kameny zakoupila jaroměřická firma Brtnický a další byly použity k vydláždění ulice Malá branka severozápadně od centrálního náměstí Svobody, nicméně po skončení války byly navráceny. Z dnešních dochovaných asi čtyř set náhrobků (macev) v areálu o rozloze 2421 m2 je nejstarší náhrobní kámen s datací 1676. V letech 1992–1993 byl hřbitov rekonstruován a dále je v péči města a ve vlastnictví Federace židovských obcí.
Jemnická židovská komunita přestala oficiálně existovat v roce 1940.

### Externí odkazy

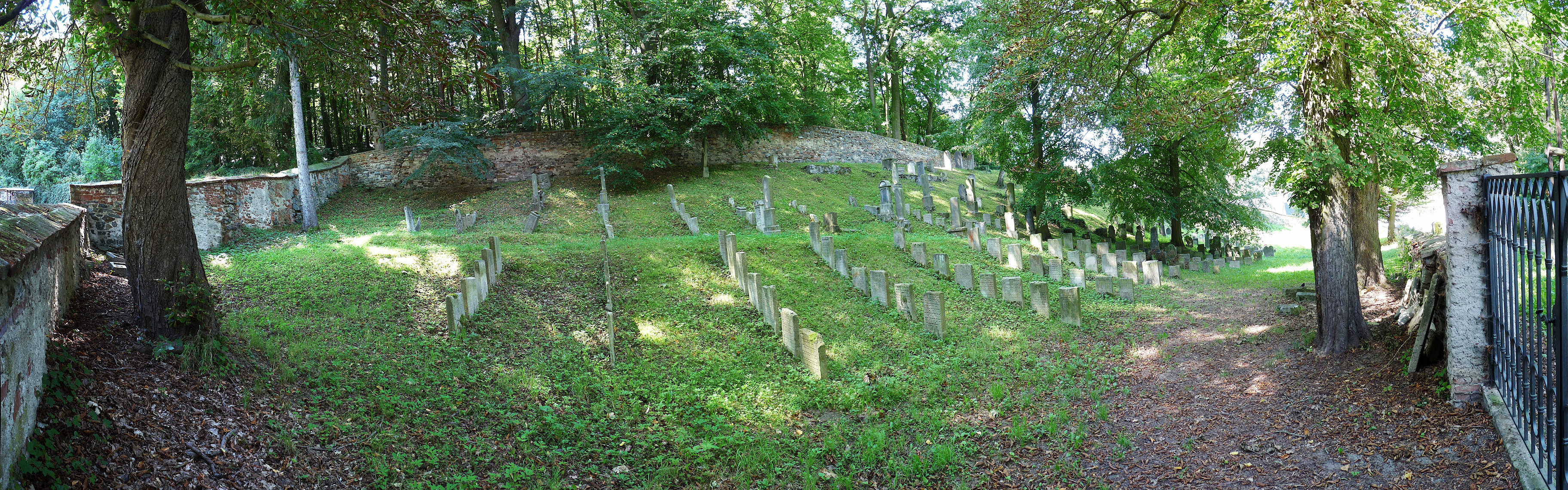